# Influensstorhet
En influensstorhet är en storhet som inte är målet med mätningen, men som ändå påverkar resultatet när man gör en mätning. Den är en av felkällorna som man måste ta med vid mätningar.
Vid mätning av andningsvolymer är temperaturen en influensstorhet som påverkar den inandade luftens volym, det vill säga mätstorheten luftvolym, så att den blir större vid utandning på grund av att den expanderar i den högre temperaturen i kroppen.